# Sagaredzjo (distrikt)
Sagaredzjo (georgiska: საგარეჯოს მუნიციპალიტეტი, Sagaredzjos munitsipalieti) är ett distrikt i Georgien. Det ligger i regionen Kachetien, i den östra delen av landet.